# Al-Karak (muhafaza)
Al-Karak (arab. محافظة الكرك) – prowincja (muhafaza) w Jordanii w środkowo-zachodniej części kraju. Stolicą administracyjną jest Al-Karak.
Według spisu z 2015 roku populacja prowincji wynosiła 316 629 mieszkańców w tym 151 208 kobiet i 165 421 mężczyzn. Powierzchnia prowincji to 3494,7 km². Prowincja składa się z siedmiu liw (okręgów): Kasabat al-Karak (w którym znajduje się stolica prowincji Al-Karak), Al-Mazar, Al-Qasr, Aghwar, Aiy, Faqqu’ i Al-Qatrana.